# Unione Sportiva Alba Trastevere 1946-1947
Questa voce raccoglie le informazioni riguardanti  l'Unione Sportiva Alba Trastevere nelle competizioni ufficiali della stagione 1946-1947.

## Rosa
| N. |                   | Ruolo | Calciatore                |
| -- | ----------------- | ----- | ------------------------- |
|    | Italia (bandiera) | P     | Emilio Battaglia          |
|    | Italia (bandiera) | C     | G. Berardi                |
|    | Italia (bandiera) | C     | E. Borsetti               |
|    | Italia (bandiera) | A     | Alessandro Capponi        |
|    | Italia (bandiera) | C     | A. Castellani             |
|    | Italia (bandiera) | A     | C. Cerroni                |
|    | Italia (bandiera) | A     | Alfredo Chiaretti         |
|    | Italia (bandiera) | C     | Enzo Centomini            |
|    | Italia (bandiera) | C     | Gianfranco Dell'Innocenti |
|    | Italia (bandiera) | D     | Evaristo Ferioli          |
|    | Italia (bandiera) | D     | Rolando Giovanardi        |

| N. |                   | Ruolo | Calciatore          |
| -- | ----------------- | ----- | ------------------- |
|    | Italia (bandiera) | P     | Francesco Libianchi |
|    | Italia (bandiera) | A     | Giuseppe Mancini    |
|    | Italia (bandiera) | C     | P. Mariani          |
|    | Italia (bandiera) | D     | Quaglieri           |
|    | Italia (bandiera) | A     | V. Rinaldi          |
|    | Italia (bandiera) | A     | S. Sabatini         |
|    | Italia (bandiera) | A     | R. Scagliarini      |
|    | Italia (bandiera) | A     | O. Stentella        |
|    | Italia (bandiera) | A     | Luigi Vettraino     |
|    | Italia (bandiera) | D     | Luigi Vultaggio     |